# Серафим Барзаков
Серафим Іванов Барзаков (болг. Серафим Иванов Бързаков; нар. 22 липня 1975, Коларово, Благоєвградська область) — болгарський борець вільного стилю, дворазовий переможець та дворазовий срібний призер чемпіонатів світу, чотириразовий переможець, дворазовий срібний та чотириразовий бронзовий призер чемпіонатів Європи, срібний призер Олімпійських ігор.

## Біографія
Народився в селі Коларово Благоєвградської області, виріс і живе у сусідньому селі Самуїлово неподалік міста Петрича. Боротьбою почав займатися з 1981 року. Став другим на чемпіонаті Європи 1993 року серед юніорів. Закінчив спортивну школу «Васіл Левскі» в Софії і Південно-західний університет «Неофіт Рильськи» (Благоєвград, Болгарія). Тренувався у Димитра Алексова і Георгія Стоїчкова. Висупав за клуби «Славія-Літекс» і «Левскі-Спартак» із Софії. Після завершення активних виступів на борцівському килимі — тренер жіночої збірної Болгарії з боротьби.
Почесний громадянин общини Петрич.
У 2019 році в місті Петрич відкрив свої двері новий спортивний зал імені Серафима Бурзакова.

### Виступи на Олімпіадах
| Змагання                    | Збірна   | Вагова категорія          | Місце  |
| --------------------------- | -------- | ------------------------- | ------ |
| Літні Олімпійські ігри 1996 | Болгарія | вільна боротьба, до 57 кг | 12     |
| Літні Олімпійські ігри 2000 | Болгарія | вільна боротьба, до 63 кг | Срібло |
| Літні Олімпійські ігри 2004 | Болгарія | вільна боротьба, до 66 кг | 8      |
| Літні Олімпійські ігри 2008 | Болгарія | вільна боротьба, до 66 кг | 11     |

У фіналі літніх Олімпійських ігор 2000 у Сіднеї, у напруженій боротьбі поступився представнику Росії Мураду Умаханову. По ходу поєдинку Мурад поступався з рахунком 0-2, але спочатку зміг зрівняти рахунок, а потім за лічені секунди до кінця сутички зумів заробити переможний бал і став олімпійським чемпіоном.

### Виступи на Чемпіонатах світу
| Змагання                        | Збірна   | Вагова категорія          | Місце  |
| ------------------------------- | -------- | ------------------------- | ------ |
| Чемпіонат світу з боротьби 1994 | Болгарія | вільна боротьба, до 57 кг | 11     |
| Чемпіонат світу з боротьби 1995 | Болгарія | вільна боротьба, до 57 кг | 15     |
| Чемпіонат світу з боротьби 1997 | Болгарія | вільна боротьба, до 58 кг | 5      |
| Чемпіонат світу з боротьби 1998 | Болгарія | вільна боротьба, до 63 кг | Золото |
| Чемпіонат світу з боротьби 1999 | Болгарія | вільна боротьба, до 63 кг | 5      |
| Чемпіонат світу з боротьби 2001 | Болгарія | вільна боротьба, до 63 кг | Золото |
| Чемпіонат світу з боротьби 2002 | Болгарія | вільна боротьба, до 66 кг | 5      |
| Чемпіонат світу з боротьби 2003 | Болгарія | вільна боротьба, до 66 кг | Срібло |
| Чемпіонат світу з боротьби 2005 | Болгарія | вільна боротьба, до 66 кг | Срібло |
| Чемпіонат світу з боротьби 2006 | Болгарія | вільна боротьба, до 66 кг | 5      |

### Виступи на Чемпіонатах Європи
| Змагання                         | Збірна   | Вагова категорія          | Місце  |
| -------------------------------- | -------- | ------------------------- | ------ |
| Чемпіонат Європи з боротьби 1995 | Болгарія | вільна боротьба, до 57 кг | Срібло |
| Чемпіонат Європи з боротьби 1996 | Болгарія | вільна боротьба, до 57 кг | Золото |
| Чемпіонат Європи з боротьби 1997 | Болгарія | вільна боротьба, до 63 кг | Бронза |
| Чемпіонат Європи з боротьби 1998 | Болгарія | вільна боротьба, до 63 кг | Золото |
| Чемпіонат Європи з боротьби 1999 | Болгарія | вільна боротьба, до 63 кг | Срібло |
| Чемпіонат Європи з боротьби 2000 | Болгарія | вільна боротьба, до 63 кг | Бронза |
| Чемпіонат Європи з боротьби 2001 | Болгарія | вільна боротьба, до 63 кг | Золото |
| Чемпіонат Європи з боротьби 2003 | Болгарія | вільна боротьба, до 66 кг | 4      |
| Чемпіонат Європи з боротьби 2005 | Болгарія | вільна боротьба, до 66 кг | Золото |
| Чемпіонат Європи з боротьби 2006 | Болгарія | вільна боротьба, до 66 кг | Бронза |
| Чемпіонат Європи з боротьби 2007 | Болгарія | вільна боротьба, до 66 кг | Бронза |
| Чемпіонат Європи з боротьби 2008 | Болгарія | вільна боротьба, до 66 кг | 5      |

### Виступи на інших змаганнях
| Змагання                                                      | Збірна   | Вагова категорія          | Місце  |
| ------------------------------------------------------------- | -------- | ------------------------- | ------ |
| Гран-прі Німеччини з боротьби 1996                            | Болгарія | вільна боротьба, до 62 кг | 10     |
| Олімпійський кваліфікаційний турнір з боротьби 2008 (Мартіні) | Болгарія | вільна боротьба, до 66 кг | Срібло |
| Меморіал Вацлава Циолковського 2011                           | Болгарія | вільна боротьба, до 66 кг | Бронза |
| Турнір Дана Колова — Николи Петрова 2012                      | Болгарія | вільна боротьба, до 66 кг | Срібло |

### Виступи на змаганнях молодших вікових груп
| Змагання                                       | Збірна   | Вагова категорія          | Місце  |
| ---------------------------------------------- | -------- | ------------------------- | ------ |
| Чемпіонат Європи з боротьби серед юніорів 1993 | Болгарія | вільна боротьба, до 58 кг | Срібло |
| Чемпіонат Європи з боротьби серед молоді 1994  | Болгарія | вільна боротьба, до 57 кг | 9      |